# Попівці (Летичівська селищна громада)
Попі́вці — село в Україні, у Летичівській селищній громаді Хмельницького району Хмельницької області. Населення становить 307 осіб.

## Історія
Перша згадка про село походить з 1473 року.
7 (20) листопада 1917 року, відповідно до Третього Універсалу Української Центральної Ради, увійшло до складу Української Народної Республіки.
З 24 серпня 1991 року село входить до складу незалежної України.
12 червня 2020 року, відповідно до розпорядження Кабінету Міністрів України № 727-р «Про визначення адміністративних центрів та затвердження територій територіальних громад Хмельницької області», увійшло до складу Летичівської селищної територіальної громади.
19 липня 2020 року, в результаті адміністративно-територіальної реформи та ліквідації Летичівського району, село увійшло до складу новоутвореного Хмельницького району.
07 червня 2023 року, релігійна громада храму Церква Святого Михайла села перейшла з Московського патріархату в Православну Церкву України. Вперше, в місцевій церкві пролунала молитва українською мовою. Для успішного розвитку держави і суспільства має бути своя незалежна церква.
Колищній орган місцевого самоуправління — Сусловецька сільська рада.